# المعهد الأمريكي للهندسة الطبية والبيولوجية
المعهد الأمريكي للهندسة الطبية والبيولوجية (بالإنجليزية: American Institute for Medical and Biological Engineering)‏ ويعرف اختصارا (AIMBE) هو منظمة غير ربحية تأسست عام 1991، ويقع مقرها الرئيسي في واشنطن العاصمة .  ويمثل 50.000 مهندسًا طبيًا ومهندسًا طبيًا حيويًا ،  والمؤسسات الأكاديمية والصناعات الخاصة والجمعيات الهندسية المهنية. 

## كلية الزملاء
منذ تأسيس المعهد، تم إدخال أكثر من 2500 فرد إلى كلية زملاء المعهد. ومن بين هؤلاء الزملاء رؤساء كليات الطب والهندسة. يعمل بعض الزملاء لصالح الحكومة، أو يعملون كمستشارين، أو يديرون التجارب السريرية. بعض الزملاء هم أعضاء في مؤسسات أكاديمية بارزة أخرى، مثل الأكاديمية الوطنية للهندسة، ومعهد الطب، والأكاديمية الوطنية للعلوم، وحصل آخرون على قلادة العلوم الوطنية والقلادة الوطنية للتكنولوجيا والابتكار . ينتخب الزملاء رئيسًا لكلية الزملاء، الذي يرأس انتخاب وتعريف الفصل الجديد والحدث السنوي للمعهد.